# الأولمبي الأخير
الأولمبي الأخير (بالإنجليزية: The Last Olympian)‏؛ رواية مغامرة خيالية تستند إلى الميقولوجيا الإغريقية، من تأليف الروائي الأمريكي ريك ريوردان، صدرت في 5 مايو 2009. هذه هي الرواية الخامسة والأخيرة من سلسلة بيرسي جاكسون والأولمبيين، وهي بمثابة تتمة مباشرة لمعركة المتاهة.